# Hannah Thon
Hannah Thon (hebräisch האנה תון; geboren als Helene Hanna Cohn am 22. Januar 1886 in Dresden; gestorben am 10. März 1954 in Jerusalem) war eine zionistische Zeitschriftenredakteurin, Sozialarbeiterin und Soziologin.

## Leben und Wirken
Hanna Cohn wuchs in einer assimilierten jüdischen Familie in Dresden auf. Nach dem Tod des Vaters zog diese  um 1895 nach Berlin. Dort besuchte Hanna Cohn öffentliche Schulen und erhielt das Abitur.
Da sie ein Studium nicht finanzieren konnte, arbeitete sie danach als Sekretärin, besuchte aber auch  Vorlesungen an der Universität (als Gasthörerin), besonders über Soziologie.
1907 kam Hanna Cohn während eines einjährigen Aufenthaltes in London erstmals intensiver mit ostjüdischer Kultur in Kontakt. Nach ihrer Rückkehr nach Berlin 1908 wandte sie sich zionistischen Kreisen zu und engagierte sich in deren Organisationen und Zeitschriften. 1913 reiste sie erstmals nach Palästina, musste aber wegen des beginnenden Weltkrieges als Ausländerin das Gebiet wieder verlassen.
1916 lud  Martin Buber sie zur Mitarbeit an seiner neuen Zeitschrift Der Jude ein. Danach war sie für zionistische Organisationen in Kopenhagen und London aktiv.
1921 reiste Hanna Cohn erneut nach Palästina. Dort heiratete sie Dr. Ya'akov Thon. Sie unterstützte in den folgenden Jahren zionistische Frauen- und Wohlfahrtsorganisationen und forschte zur Soziologie der jüdischen Bewohner Palästinas, später auch verschiedener jüdischer Einwanderergruppen.
Hannah Thon wurde eine wichtige Wegbereiterin der Sozialarbeit und Soziologie in Palästina vor 1949 (vorstaatliches Israel).
In den 1950er Jahren reiste sie zu Besuchsaufenthalten nach Westdeutschland und hielt dort Vorträge.
1954 starb sie in Jerusalem.